# 岡野幸義
岡野 幸義（おかの ゆきよし、1940年11月8日 - ）は日本の実業家。ダイキン工業代表取締役社長や、大阪実業教育協会会長、太平洋人材交流センター理事長などを務めた。

## 人物・経歴
満州国大連市生まれ。大阪府大阪市出身。1964年大阪市立大学法学部卒業、ダイキン工業入社。管理部長を経て、1994年取締役に昇格。常務取締役、専務取締役を経て、2002年財務担当代表取締役副社長。2004年から代表取締役社長兼COOを務め、中国での住宅用暖房給湯事業などを進めた。2011年相談役。2015年太平洋人材交流センター理事長。大阪実業教育協会会長なども務めた。